# Aloe armatissima
Aloe armatissima är en grästrädsväxtart som beskrevs av John Jacob Lavranos och Collen. Aloe armatissima ingår i släktet Aloe och familjen grästrädsväxter. Inga underarter finns listade i Catalogue of Life.